# Sabra (osoba)

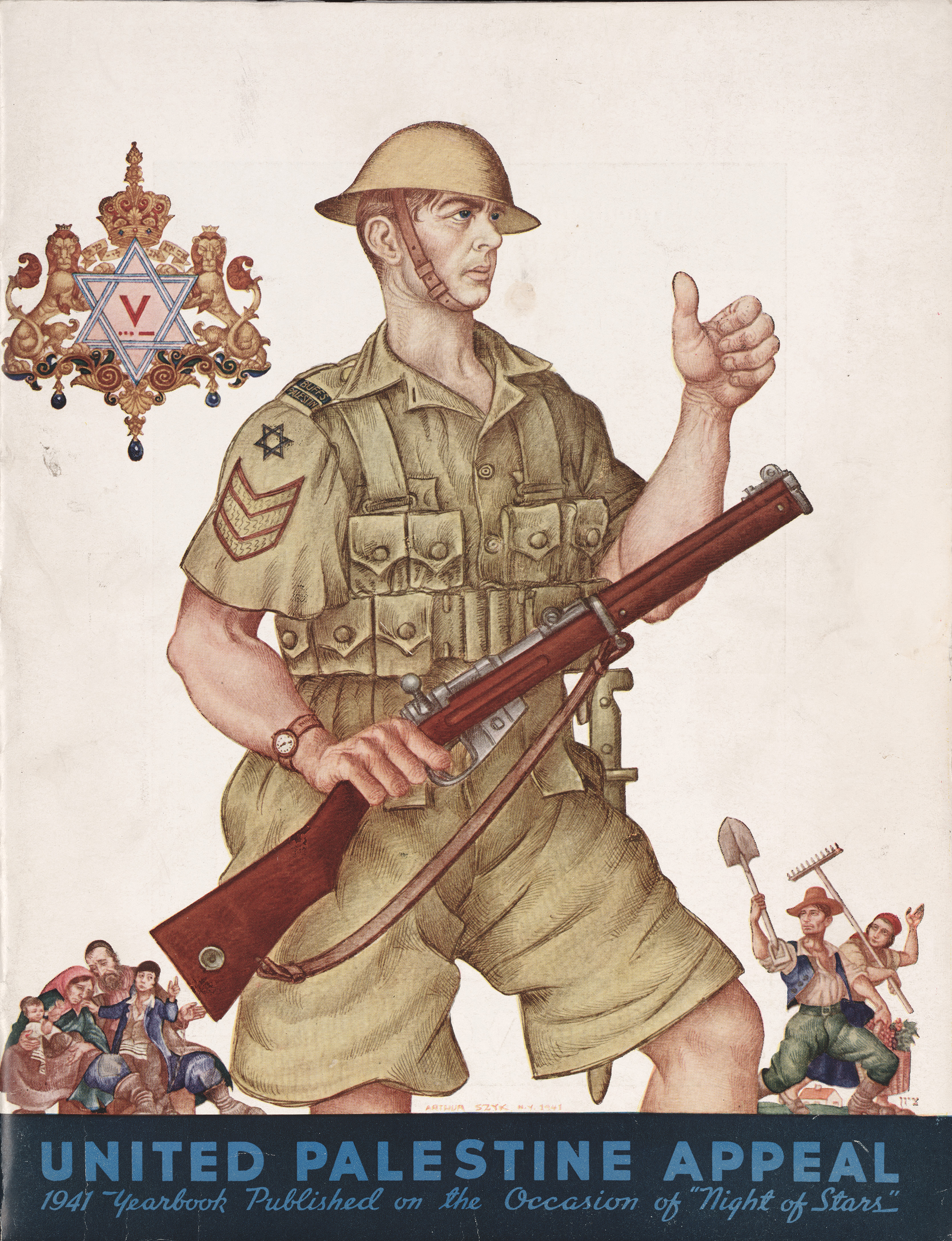
Plakat Artura Szyka z 1941 roku ukazujący żydowskiego żołnierza wyzwalającego prześladowanych Żydów europejskich (po lewej) i broniącego osadników w Palestynie (po prawej).

Sabra (hebr. צַבָּר, cabar) – określenie używane w Izraelu wobec jego mieszkańców pochodzenia żydowskiego, którzy urodzili się i zamieszkiwali obszar Mandatu Palestyny lub Ziemi Izraela przed powstaniem Państwa Izrael w 1948 roku. Sabra został wykreowany przez ruch syjonistyczny jako ideał „nowego Żyda”, pioniera, osadnika – miał stanowić przeciwieństwo Żyda z diaspory wraz ze wszystkimi cechami mu przypisywanymi.

## Etymologia nazwy
Określenie cabar zostało zapożyczone od hebrajskiej nazwy opuncji figowej (hebr. צַבָּר מָצוּי, cabar macuj). Pierwszy raz słowo cabar zostało użyte do opisu pokolenia tzw. rodowitych Izraelczyków, drugiego pokolenia ruchu robotniczego w Palestynie, przez Uriego Kesariego w 1931 roku w gazecie „Do’ar ha-Jom”. Owoc opuncji miał metaforycznie oddawać charakter tego pokolenia – kolczasta i twarda skórka, ale słodki i soczysty miąższ. Ponadto sam kaktus, rosnący w dzikim i pustynnym klimacie, miał symbolizować „rodowitych” Izraelczyków budujących własne państwo w nieprzyjaznym otoczeniu.
Oz Almog podaje, że osoby, które przybyły do Palestyny w pierwszej alii, określały siebie częsciej mianem etrogim (hebr. אתרוגים, l.poj. אתרוג) od rośliny zwanej cytronem/etrogiem albo też związanym z Tanachem określeniem gide’onim (hebr. גדעונים).
Za pokolenie sabrów uważa się ludzi urodzonych w latach 20. i 30. XX wieku.

## Znaczenie sabry w ruchu syjonistycznym
Ruch syjonistyczny w dążeniu do stworzenia państwa żydowskiego w Palestynie tworzył również nową narrację historyczną, która budowana była na kontrastach i przeciwnościach. Życie w diasporze prezentowano jako nienormalność, słabość i bierność. Natomiast narodziny syjonizmu i dążenie do utworzenia własnego państwa przedstawiano jako dążenie do narodowego odrodzenia. W tym celu działacze syjonistyczni stworzyli „nowego Żyda Ziemi Izraela”. Jego postawa miała kontrastować z Żydem diasporycznym. Według Zerubavel syjoniści, inspirowani również antysemicką propagandą, przedstawiali Żydów żyjących na wygnaniu jako słabych, chorych, bezbronnych, dających się zmanipulować i wykorzenionych. Przeciwieństwem tego obrazu mieli być sabrowie. Jak zauważa Spiro, sabrowie nie czuli więzi emocjonalnej z blisko dwutysiącletnią historią żydowskiej diaspory oraz jej reprezentantami. Ich patriotyzm był bardziej izraelski niż żydowski.
Zerubavel uważa konstrukt sabry za „fikcyjną tożsamość hegemoniczną”, która oddawała wartości, ideały i aspiracje europejskich syjonistów. Obraz sabrów był według niej oderwany od rzeczywistości żydowskich imigrantów, odnosząc się wyłącznie do mniejszości, którą stanowili przybyli z Europy (i nie tylko) pionierzy i ich potomkowie. Imigracja do Palestyny, w myśl ideologii syjonistycznej, wymuszała zerwanie z nawykami i tradycjami przeszłości w celu zakorzenienia się w nowej, izraelskiej rzeczywistości. Sabra był utożsamiany z umiłowaniem do ciężkiej pracy na roli, dobrowolną służbą wojskową i umiejętnością poświęcania się dla innych oraz idei, wychowaniem w szkołach rolniczych, ruchach młodzieżowych i syjonistycznych, specyficznym ubiorem (krótkie spodenki w kolorze khaki, sandały i czapka kowa tembel), kolektywistycznym trybem życia (wspólne śpiewy, tańce, spożywanie posiłków), znajomością geografii Ziemi Izraela oraz historii starożytnej Żydów, umiłowaniem do pieszych wycieczek, powściągliwością uczuciową i seksualną oraz popieraniem ruchu robotniczego.
Sabrowie przejawiali także postawy antyinteligenckie. Nie oznaczało to całkowitego odrzucenia edukacji i kształcenia. Korzystano z nich tak długo, jak służyły one praktyce dnia codziennego i kolektywowi. Ludzie podejmujący w szczególności studia wyższe byli postrzegani jako nieudacznicy, natomiast osoby poświęcające się służbie dla społeczeństwa lub pracy na roli postrzegane były jako odpowiedzialne i zaradne życiowo. W rzeczywistości wielu sabrów nie rozdzielało edukacji od obowiązków w kibucach, moszawach czy służby wojskowej.

## Socjalizacja i edukacja sabrów
Mimo postaw antyinteligenckich to właśnie system wychowania, edukacji oraz procesy socjalizacji służyły władzom Jiszuwu do propagowania i utrwalania postawy sabry wśród młodego pokolenia Żydów.

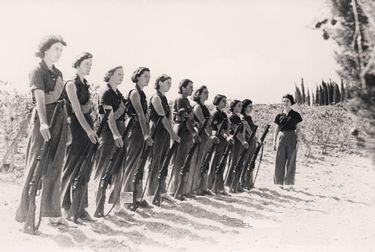
Członkinie Ha-Szomer ha-Ca’ir (1948).

Proces ten zaczynał się na wczesnych etapach wychowywania. W tym celu drukowano specjalne śpiewniki i bajki dla dzieci, w których idealizowano i wychwalano ideały życia w kibucu, poświęcenie się dla idei, ciężką pracę, służbę w Ha-Szomerze, Haganie, Palmachu czy Special Night Squads. Jak zauważa Almog, całe szkolnictwo w Palestynie było podzielone pomiędzy różne ideologie lub religie (szkolnictwo ortodoksyjne, religijnego syjonizmu, szkoły Agencji Żydowskiej oraz Histadrutu i ruchu robotniczego). Syjoniści tak kształtowali system edukacji w Palestynie, aby wychowywać młode pokolenia w duchu nacjonalizmu żydowskiego. Nastawiony był on na indoktrynację młodzieży poprzez periodyki dla dzieci, ulotki, podręczniki, stawianie w centrum kultury hebrajskiej i języka hebrajskiego. Uczono również Tanachu, który odczytywano i interpretowano w świecki sposób. Obrazy, rysunki i naścienne malowidła w klasach prezentowały przedsięwzięcia osadnicze lub rolnictwo.
Socjalizacja młodych sabrów łączyła sprawy cywilne z wojskowymi. Syjonistyczne młodzieżówki miały charakter paramilitarny i oferowały szkolenia przedwojskowe nie tylko dla kibucników, ale także dla mieszkańców miast. Władze kibuców podpisywały umowy o współpracy z Palmachem, którego członkowie osiedlali się w nich i pracowali. Z kolei syjonistyczne młodzieżówki (np. Ha-No’ar ha-Owed, Ha-Szomer ha-Ca’ir) zawarły porozumienie z Palmachem o tym, iż członkowie każdej organizacji, oddelegowywani do pracy w kibucach, stawali się jednocześnie członkami Palmachu.
Sabra miał stanowić rewolucję w tradycyjnym żydowskim świecie, czyli prowadził świecki tryb życia, ciężko pracował fizycznie i uważał siebie za wojownika. Mimo świeckiego stylu życia, rytuały i zwyczaje sabrów nawiązywały do religijności. Religijnym świętom (np. Pesach, Szawuot, Lag ba-Omer) nadano rolniczy charakter, a żydowskie pieśni zastąpiono „pieśniami Ziemi Izraela”, które śpiewano w grupach, przy ważnych rocznicach lub obchodach. Sabrowie obchodzili nowe święta jak np. dzień Deklaracji Balfoura czy dzień obrony Tel Chaj. Pomniki upamiętniające poległych w walce z Arabami kibucników stawały się miejscami, w których członkowie syjonistycznych młodzieżówek składali przysięgi. Z kolei moszawy i kibuce traktowano jako miejsca, w których młodzi uczyli się i przygotowywali do dorosłego życia.
Wyróżnikiem sabrów było wyłączne użytkowanie języka hebrajskiego i bojkotowanie języka jidysz, jako języka diaspory. Uważano, że mówienie hebrajskim z akcentem sefardyjskim jest bardziej autentyczne, jednak próby zmiany akcentu przez aszkenazyjskich pionierów nie było łatwe i powszechne. Sabrowie wytworzyli swój własny slang, w którym używali słów lub zwrotów ze zmienionym znaczeniem:
| Słowo / zwrot | Zapis hebrjaski | Znaczenie potoczne                                              | Znaczenie w slangu sabrów                                                                                    |
| ------------- | --------------- | --------------------------------------------------------------- | --- |
| Dawka         | דַּוְקָא            | dokładnie, właściwie (ang. actually), umyślnie, niespodziewanie | używane do podkreślenia znaczenia słowa lub wypowiedzi                                                       |
| Betach        | בֶּטַח             | oczywiście, na pewno (w pozytywnym sensie, wyraża pewność)      | to nie tylko twierdząca odpowiedź na pytanie, ale również skarcenie za to, że w ogóle takie pytanie powstało |
| Ejfo          | אֵיפֹה            | gdzie?                                                          | używane w znaczeniu: nie ma mowy!, nie może być!                                                             |
| Bilbul mo’ach | בִּלְבּוּל מוֹחַ       | wprawiający w zakłopotanie (jako czasownik lub przymiotnik)     | używany jako pogarda dla opinii innej osoby lub odrzucenie tej opinii                                        |

## Sabrowie w wojsku

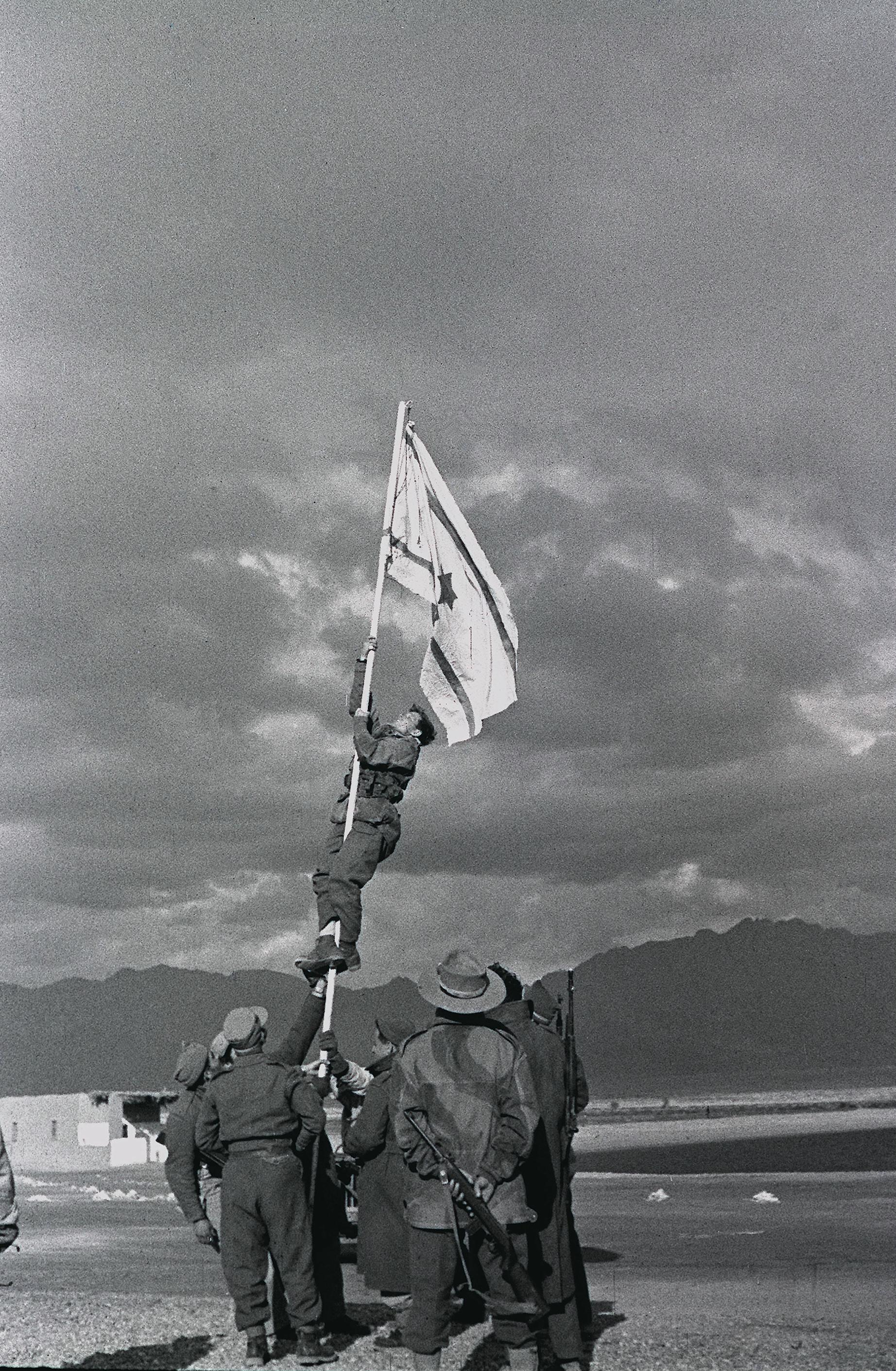
Wciągnięcie flagi izraelskiej na maszt w Ejlacie. Zdjęcie miało symbolizować wkład sabrów w wojnę w 1948 roku.

Sabrowie bardzo cenili heroizm. Miał on jednak głównie fizyczny charakter, a jego najwyższym przejawem, obok zasiedlania bagien i pustyni, był udział w obronie ojczyzny. Bierność, brak oporu i poddawanie się prześladowaniu utożsamiane były z diasporą żydowską w Europie.
Jedną z cech wyróżniających sabrów była umiejętność posługiwania się bronią i przygotowanie wojskowe. Kluczowa była znajomość topografii terenu, umiejętność rozróżniania gatunków roślin oraz czytania map. Sabrowie zbierali informacje na temat okolicy, którą zamieszkiwali. Znali dogodne miejsca do organizowania obrony, kluczowe drogi, a także rozkład okolicznych arabskich wsi. Sabrowie tworzyli najbardziej elitarne oddziały zwiadowcze i wywiadowcze w ramach Hagany i Palmachu, a po 1948 roku w Armii Obrony Izraela. Popularnością wśród sabrów cieszyły się paramilitarne marsze na duże odległości, podczas których szkolono się z maskowania, racjonowania żywności czy musztry. Marsze te były także manifestacją żydowskiej obecności w Ziemi Izraela.
Wraz z wybuchem II wojny światowej, mimo uchwalenia przez Wlk. Brytanię w 1939 kolejnej Białej księgi, Żydzi postanowili wesprzeć Brytyjczyków w wysiłku wojennym (np. Dawid Ben Gurion, Mosze Szaret czy Chaim Weizman) lub pozostać przynajmniej neutralnymi (np. Irgun). Brytyjczycy nie zgodzili się na zaciąg żydowskich ochotników z Palestyny (gotowość do wstąpienia do brytyjskiej armii wyraziło 136 tys. osób). Dopiero w 1944 roku utworzono Brygadę Żydowską, która walczyła w Europie. Zagrożenie ze strony wojsk feldmarszałka Erwina Rommla w Północnej Afryce sprawiło, że w 1941 roku zezwolono na sformowanie i szkolenie w Palestynie batalionów szturmowych Hagany – Palmachu.
Sabrowie nie przywiązywali wagi do etykiety wojskowej, parad i uroczystości z udziałem armii. Ascetyzm przejawiali także w kwestiach umundurowania. Charakterystyczną ich cechą był niedbały sposób noszenia munduru. Sabrowie starali się także uprościć ubiór do elementów niezbędnych. Przykładem był Mosze Dajan, który nawet po 1948 roku unikał obnoszenia się z dystynkcjami generalskimi. Po 1948 roku w elitarnych formacjach, takich jak Jednostka 101, oddziały spadochroniarzy czy Brygada Nachal, zezwalano, aby żołnierze nie przestrzegali regulaminu w kwestiach umundurowania.

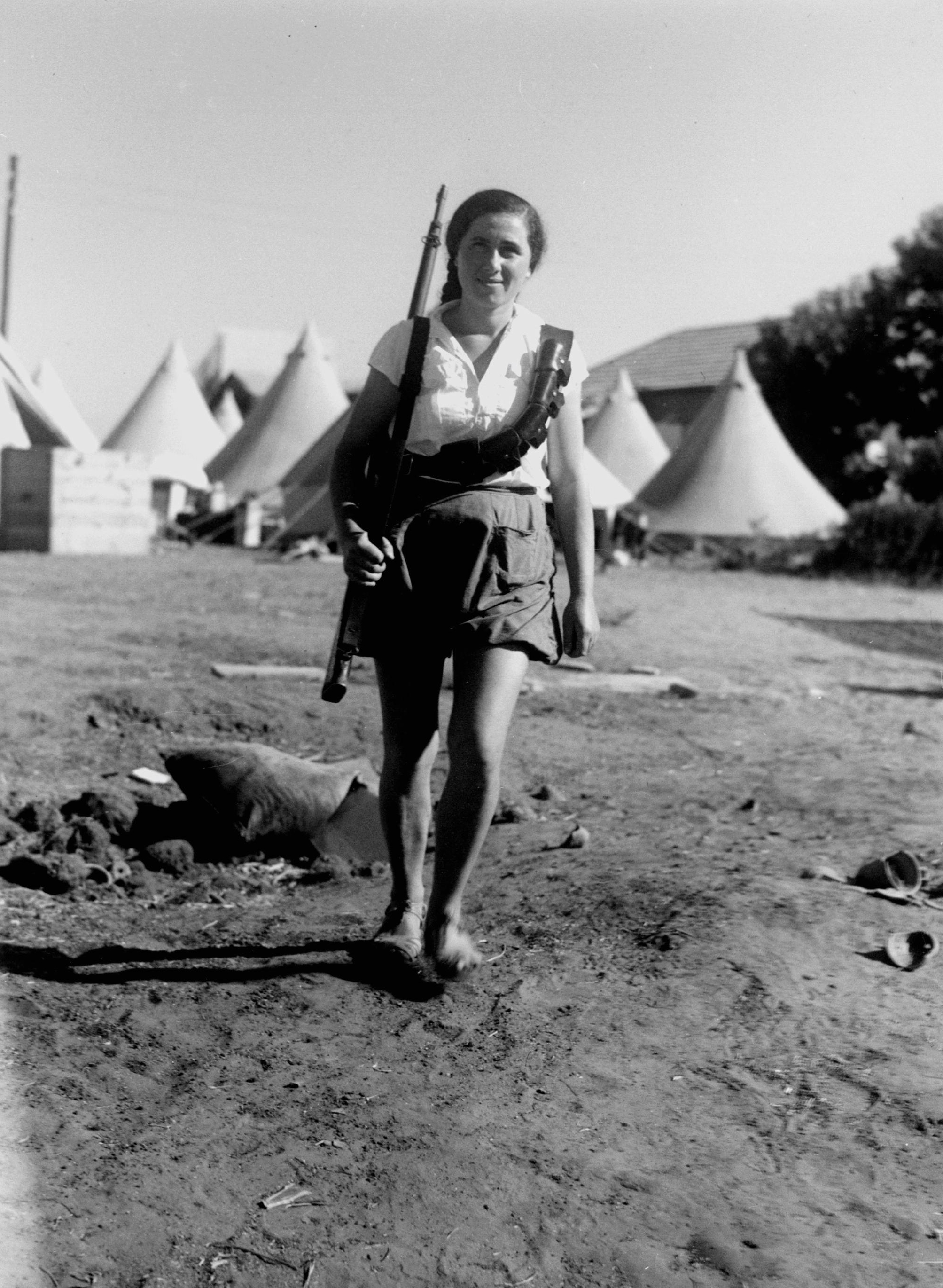
Strażniczka kibucu Giwat ha-Szelosza (1936).

Wojna o niepodległość Izraela wzmocniła pozycję sabrów w społeczeństwie. Prasa oraz wojsko podkreślały, że ich doświadczenie i umiejętności miały wpływ na zwycięstwo państwa. Chwalono ich poświęcenie i braterstwo broni. Na zdjęciach dominowali żołnierze, którzy uosabiali sobą cechy charakterystyczne sabrów. Pomijano poświęcenie się imigrantów, którzy przeżyli Zagładę. Segev pisze, że armia izraelska nie była gotowa mentalnie na przybycie ochotników ocalałych z Holokaustu. W wojnie w 1948 roku wzięły udział aż 22 tysiące Żydów, którzy przeżyli Zagładę. Stanowili też oni jedną trzecią ofiar tego konfliktu. Sabrowie nie traktowali ich jednak na równi ze sobą. Bardziej ceniono zagranicznych ochotników, głównie tych ze Stanów Zjednoczonych. Ci, którzy przeżyli Zagładę, reprezentowali „melancholików”, „tchórzliwych żołnierzy”, a także pokolenie, które „przybyło z wygnania”. Wielu z przybyłych z Europy Żydów doświadczało upokarzania ze strony podwładnych i kolegów z oddziałów. W przeciwieństwie do sabrów imigranci nie znali ani sztuki wojennej, ani hebrajskiego, ani terenu, na którym mieli walczyć. Wstępowali do armii, ponieważ wysłannicy Hagany obiecywali im mieszkania i pracę. Wojsko wprawdzie dawało imigrantom poczucie przynależności do państwa, jednak sabrowie nie integrowali się chętnie z nowo przybyłymi.
W strukturach Palmachu służyli również Żydzi sefardyjscy i mizrachijscy, jednak ich obecność w strukturach formacji wynikała ze znajomości języka arabskiego i społeczności arabskiej. Wpływ Żydów z państw arabskich na struktury wojskowe był ograniczany. Część z nich przyjmowała aszkenazyjski styl życia reprezentowany przez sabrów.

## Sabrowie wobec imigrantów
Do końca 1949 roku kibuce w Izraelu przyjęły około 10 tys. imigrantów. Wiele z nich opłacało wszystkie niezbędne koszty związane z przybyciem imigrantów, którzy stanowili siłę rozwojową kibuców. Segev opisuje, że z czasem pojawiły się problemy, które komunikowano Histadrutowi. Kibucnicy skarżyli się, że ani od związków zawodowych, ani od rządu nie otrzymywali pieniędzy niezbędnych dla utrzymania nowo przybyłych, którzy nie dysponowali żadnym dobytkiem i zapleczem finansowym. Część ocalałych była inwalidami, którzy wymagali dodatkowej opieki. Doprowadzało to do sytuacji, w której kibuce przestawały przyjmować imigrantów m.in. ze względu na stan zdrowia lub podeszły wiek. Imigranci, którzy w Europie należeli do młodzieżówek syjonizmu socjalistycznego i przeszli przeszkolenie rolnicze, łatwiej adaptowali się do nowej rzeczywistości. Pozostali imigranci, którzy doświadczyli okrucieństw niemieckich obozów, obozów dla Dipisów czy brytyjskich obozów internowania, nie chcieli żyć w kolektywie. Wielu uważało, że odosobnione na pustyni kibuce przypominały getta lub obozy. Część ocalałych z Zagłady przeżywała kolejne kryzysy psychiczne po kilku latach życia w kibucach. Kibucnicy uważali z kolei, że źródło problemów w relacjach sabrowie-imigranci leżało po tej drugiej stronie. Ocaleli z Zagłady przypominali sabrom o przeszłości i historii, od których „nowy Żyd” uciekał. Przyczyniało się to do zwiększania dystansu pomiędzy sabrami a imigrantami z Europy, których zmuszano do zmiany stylu życia i nauki hebrajskiego. Krytykowano ich za bierność podczas Zagłady, a część syjonistów uważała, że nie doszłoby do Holokaustu, gdyby Żydzi wyjechali z Europy do Palestyny. Z czasem napięcia te zaczęły słabnąć i przenosić się na nowo przybywających imigrantów z państw arabskich.
Sabrowie byli przekonani o swojej kulturowej wyższości nad pozostałymi grupami Żydów, które postrzegali często jako „nieizraelskie”. Nie chcieli być utożsamiani z kulturą getta, którą utożsamiali z żydowską społecznością diaspory. Dlatego sabrowie z niechęcią, a nawet wrogością, odnosili się do Żydów mizrachijskich i sefardyjskich. Uważali ich za zagrożenie dla budowanego przez ruch syjonistyczny obrazu „nowego Żyda”. Zetknięcie się z reprezentantami ortodoksji czy społeczności sefardyjskich stanowiło szok poznawczy dla sabrów. Bali się, iż świat zewnętrzny będzie postrzegał Izraelczyków przez pryzmat grup przybyłych z diaspory. Ponadto sabrowie uważali, że to oni byli forpocztą ruchu syjonistycznego, to oni budowali Jiszuw i nowe państwo żydowskie, a pozostali Żydzi przybyli do Izraela, nie ponosząc żadnego wysiłku w budowaniu nowej rzeczywistości. W związku z tym większość kluczowych pozycji w instytucjach żydowskich przed 1948 rokiem oraz instytucjach publicznych po powstaniu państwa było obsadzanych przez sabrów. Tzw. orientalni Żydzi stanowili również zaprzeczenie „nowego Żyda”, przywiązywali wagę do tradycji, religii i wedle sabrów byli niewyedukowani. Sabrowie wielokrotnie i bezpodstawnie umniejszali znaczenie Sefardyjczyków i Mizrachijczyków w ruchu syjonistycznym oraz rozwoju osadnictwa w Palestynie.

## Sabrowie w kulturze

### Literatura i poezja

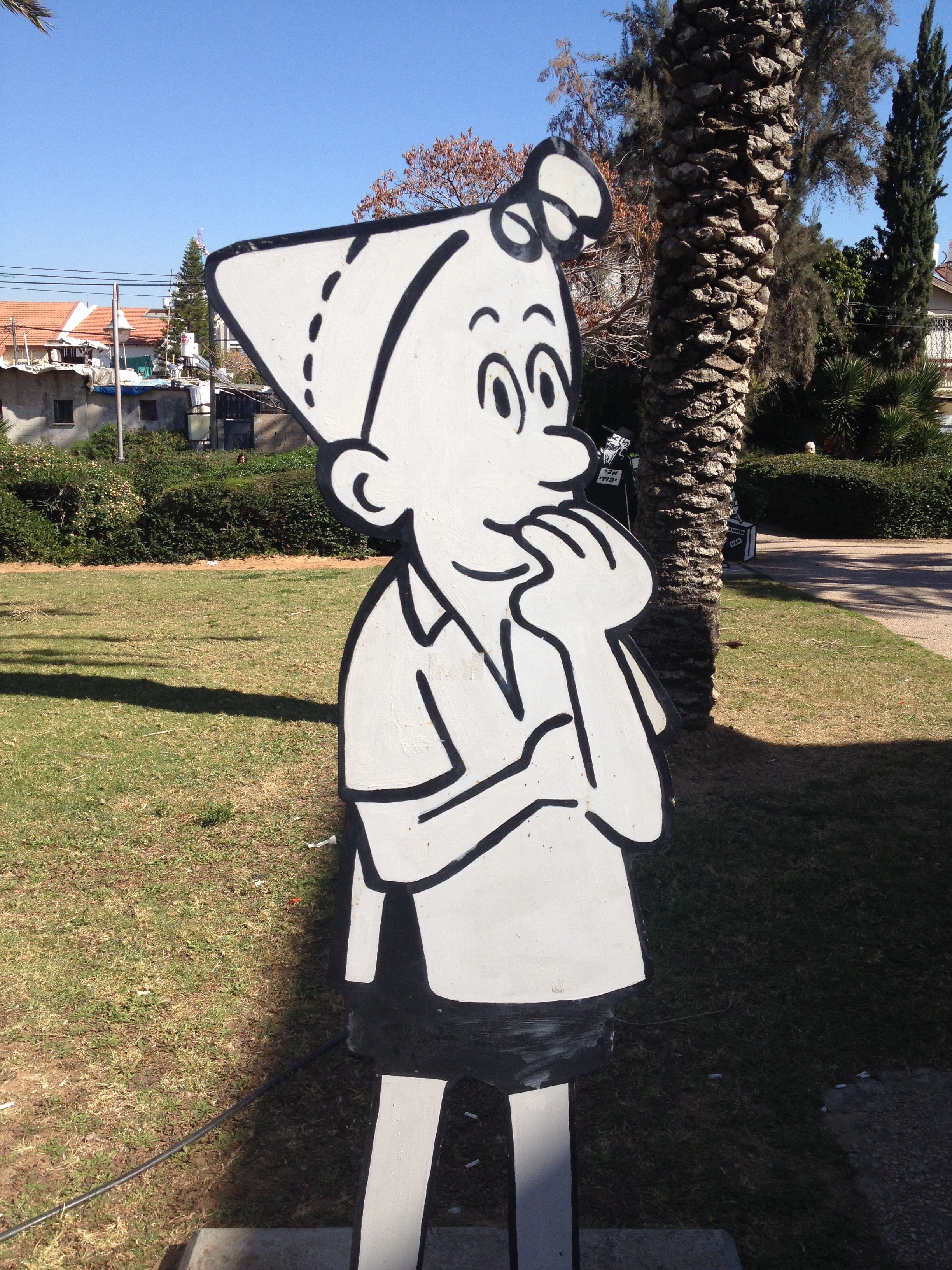
Postać Srulika – personifikacji Izraela i Izraelczyka.

Do 1950 roku literatura związana z sabrami miała charakter dokumentujący życie Żydów w Palestynie, w szczególności Aszkenazyjczyków. Opierała się ona na opisaniu doświadczeń na tle konfliktu z Arabami i Brytyjczykami z żydowskiej perspektywy. Historie te charakteryzowały się dobrym stylem literackim, dojrzałym językiem, brakiem wulgarności. Dominował w nich jednak jednolity kod ideologiczny, moralny i językowy. Opisywane historie były liniowe, łatwe do przewidzenia. Podobną formę przybierały opowiadania i poezja. Przejawiały się w nich podniosłość, realizm i powaga. Bohaterami literatury tego okresu byli sabrowie, bezgranicznie oddani idei i poświęcający się jednemu celowi - utworzeniu państwa. Brak emocji i otwartości dzieł wynikał z charakterystyki pokolenia sabrów. O doświadczeniach wojny pisano mało lub w ogóle. Poezja pozostawała pod silnym wpływem autorów hebrajskich (Chaim Nachman Bialik, Szaul Czernichowski, Jonatan Ratosz, Lea Goldberg), a w szczególności Natana Altermana. Dominował realizm oraz emocjonalna identyfikacja z syjonizmem. Dopiero w latach 50. XX wieku jednorodność literatury zaczęła słabnąć wraz ze starzeniem się poetów i pisarzy pokolenia sabrów, w których pracach nie można było spotkać krytycyzmu wobec rządzącej partii lub ideologii.

### Rzeźba, fotografia, film

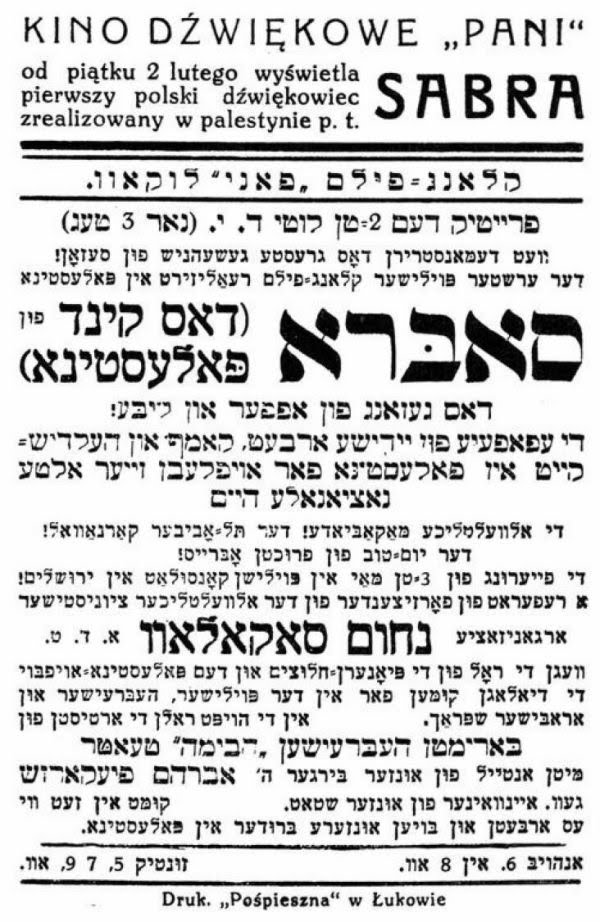
Plakat reklamujący seans Sabry w kinie „Pani” w Łukowie w językach polskim i jidysz.

Fotografia i rzeźba tego okresu przedstawiała postacie reprezentujące kanony piękna państw, z których przybywali osadnicy (np. Niemcy, Włochy, ZSRR czy Stany Zjednoczone). Reprezentowały one „gojską męskość” – wysoki mężczyzna o umięśnionym i opalonym ciele, ogolonej twarzy z wydatnymi kośćmi policzkowymi i zadartym nosem. Męska uroda odzwierciedlała hellenistyczny ideał, aby być przeciwieństwem karykaturalnej postaci Żyda z diaspory. Dzieła grafików, malarzy i fotografów powielały wzorce czerpane z plakatów propagandowych Związku Radzieckiego (muskularni robotnicy i rolnicy) czy gwiazd produkcji Hollywoodzkich (Gary Cooper, John Wayne). Idealna kobieta–sabra unikała alkoholu, papierosów, kokieterii i salonowej mody, nie używała perfum i nie stosowała makijażu. Nosiła głównie koszule, spódnice lub spodnie, sarafany, a jej obuwie stanowiły sandały lub buty na niewysokim obcasie.
W 1956 roku Kari’el Gardosz stworzył postać Srulika, personifikację młodego Państwa Izrael oraz Izraelczyka. Srulik nosił czapkę typu kowa tembel, koszulę z krótkim rękawkiem i wyłożonym kołnierzykiem, krótkie spodenki oraz biblijne sandały. Strój Srulika odzwierciedlał modę Izraela lat 50. oraz ubiór pionierów i sabrów.
W 1933 roku w Aleksander Ford wyreżyserował film pt. Sabra. Opowiadał on historię żydowskich imigrantów z Polski, którzy nabywają w Palestynie ziemię i zaczynają się na niej osiedlać. W produkcji pojawia się konflikt arabsko-żydowski o wodę, zakończony atakiem Arabów na osadę żydowską.
W 1967 roku w Izraelu premierę miał film pt. Hu halach be-sadot (dosł. Chodził po polach). Film opowiada historię Uriego Kahany, członka Palmachu i kibucnika, a także Miki, ocalałej z Zagłady polskiej Żydówki z grupy tzw. dzieci Teheranu. Para otrzymuje mieszkanie w kibucu, Mika w towarzystwie Uriego zapomina o przeszłości, ale główny bohater wciąż poszukuje właściwej drogi życia. Postanawia pozostawić ciężarną Mikę i powrócić do Palamachu, angażuje się w walkę partyzancką, w której ostatecznie ginie.

## Aszkenazyjskość sabrów
Jak podaje Almog zdominowanie palestyńskiego mitu sabry przez aszkenazyjską tożsamość wynikało z faktu, iż ruch syjonistyczny i tzw. nowy Jiszuw tworzone i rozwijane były przez Żydów pochodzących z Europy, głównie z jej wschodu. Dodatkowo symbolika sabry, „nowego Żyda”, była również konstruowana przez aszkenazyjskich osadników. Według Almoga są to czynniki, które sprawiły, że społeczna tożsamość sabry została połączona z wizerunkiem „młodych ludzi z dobrych (to znaczy aszkenazyjskich) domów”, pomimo obecności Sefardyjczyków i Mizrachijczyków w Jiszuwie. Narracja historyczna prezentowana po 1948 roku w Izraelu była również konstruowana przez Aszkenazyjczyków, którzy pomijali lub umniejszali zasługi Żydów nieaszkenazyjskich. Środowiska poetów, pisarzy, nauczycieli i wychowawców także zdominowane były przez Żydów europejskich powielających te stereotypy w swojej pracy. Syjonistyczne ruchy młodzieżowe w Palestynie i Izraelu (po 1948 roku) reprezentowały styl życia oraz tradycje, z którymi wielu imigrantów z państw arabskich się nie utożsamiało i przez to nie chciało do nich wstępować. Siedziby i oddziały tych organizacji znajdowały się w dużych miastach i tzw. dobrych dzielnicach, czyli w miejscach, w których społeczności mizrachijskie lub sefardyjskie były nieobecne lub zamieszkiwały w niewielkim stopniu. Dominacja aszkenazyjczyków w strukturach syjonistycznych, a później państwowych doprowadził do umocnienia poczucia wyższości sabrów, Żydów zamieszkujących obszar Państwa Izrael jeszcze przed jego powstaniem, nad imigrantami.
Segev opisuje także zderzenie tożsamościowe aszkenazyjskich sabrów z imigrantami Europy Wschodniej. Przedstawiciele Jiszuwu, w tym i sabrowie, odnosili się niechętnie do diaspory żydowskiej w Europie. Do czasu procesu Eichmanna w Izraelu nie poruszano tematu Zagłady, która według Segeva stanowiła symbol porażki polityki syjonistycznej w trakcie II wojny światowej. Segev twierdzi, że izraelska rzeczywistość polityczna, izolacja w regionie, konflikty z sąsiadami i ciągłe zagrożenie upodobniły życie w nowym państwie do życia w diasporze. Ocaleli z Zagłady stanowili zaprzeczenie ideałów sabry. Symbolizowali słabość i brak woli walki o przetrwanie. Akceptacja stylu życia sabry i dostosowanie się do życia w nowych warunkach uważano za deklarację lojalności wobec ruchu syjonistycznego i Izraela. Ocaleli z kolei oskarżali Jiszuw i syjonistów o bezczynność i bierność, aby ocalić Żydów w Europie i pomóc im w ucieczce. Imigranci z Europy Wschodniej przypominali sabrom o ich historii i pochodzeniu, co dla wielu było niewygodne, ponieważ część z sabrów przybyła do Palestyny przed wybuchem wojny.